# Петтерссон, Йон
Йон Альбин «Билл» Петтерссон (11 сентября 1886 — 12 октября 1951) — шведский футбольный функционер и тренер. Он был президентом «Хельсингборга» между 1908 и 1948 годом, а также провёл 138 матчей у руля сборной Швеции.

## Биография
Йон Петтерссон родился в Хальмстаде, был электриком по образованию, позже переехал в Хельсингборг, где стал работать киномехаником. Он никогда не был футболистом, но в 1908 году стал президентом «Хельсингборга», через год после создания клуба. Йон Петерсон привёл ряд лидеров в систему «Хельсингборга», оборона клуба была адаптирована к правилу офсайда, клуб выиграл чемпионат Швеции по футболу пять раз. За первые 19 лет Аллсвенскана «Хельсингборг» завоёвывал медаль 14 раз и получил прозвище «молочная корова».
Петтерссон был одним из организаторов Аллсвенскана и председателем Шведской ассоциации элитного футбола. Между 1921 и 1936 годом он был председателем отборочного комитета, который выбирал игроков для национальной сборной, фактически он был главным тренером. В течение этого периода сборная сыграла 138 матчей и завоевала бронзу на Олимпийских играх 1924.
Он вёл колонку в газете «Helsingborgs Dagblad», подписывался «Билл в Ротонде», под этой же подписью он писал статьи для «Dagens Nyheter». В 1915 году его перестали печатать после критичной газетной статьи, в которой он утверждал, что Шведская футбольная ассоциация подыгрывает командам из Стокгольма.
В 1922 году Петтерссон женился на Лили Веннерстрём (1896—1963), у пары было двое детей: Ингрид (род. 1923) и Кристиан (род. 1924). Он вместе с женой похоронен на Северном кладбище Хельсингборга.
В 2014 году он стал 47-м членом Зала славы шведского футбола.